# Comisión Investigadora de la influencia del narcotráfico en la política peruana
La Comisión Especial Investigación Multipartidaria encargada de investigar la influencia del Narcotráfico en los Partidos Políticos y en los Movimientos Regionales y Locales es una comisión investigadora del Congreso de la República del Perú presidida por la congresista Rosa Mavila León.

## Informe
El informe consta de un diagnóstico de la situación actual del narcotráfico en el país y su repercusión en la cultura política, además de 19 conclusiones y 30 recomendaciones. Asimismo, contiene 27 proyectos de ley para combatir el tráfico ilícito de drogas (TID) y la narcopolítica que a ser aprobados por el pleno en los siguientes meses.
En el informe se advierte que autoridades investigadas han ingresado a la política luego de acumular fortunas considerables que hacen presumir la existencia de desbalance patrimonial.
El informe propone que solo los sentenciados por narcotráfico puedan ser indultados por su estado de salud y como un acto humanitario, el establecimiento de una Ventanilla Única de Aportantes que se encargará de llevar un registro de todas las personas o instituciones que colaboran con las agrupaciones políticas, regionales y locales en las campañas electorales a fin de determinar la transparencia de las aportaciones, ejecutar un control más estricto de las fronteras peruanas, especialmente con el Brasil y Bolivia, por donde se trafica con intensidad la droga.
Recomienda además la formación de una comisión investigadora para determinar el grado de influencia del narcotráfico en las Fuerzas Armadas y Policía Nacional.

## Casos analizados
Se analizaron los casos de Miguel Facundo Chinguel, exjefe de la Comisión de Indultos y Gracias Presidenciables; y el de Gerald Oropeza, exmilitante del Partido Aprista Peruano acusado por delito de narcotráfico y cuyo padre (Americo Oropeza) fue dirigente aprista en San Juan de Lurigancho y su madre candidata al Congreso por el mismo partido.
De acuerdo al informe, sobre el caso Oropeza, "se repite el patrón" de otros casos de relación del narcotráfico con la política peruana: "la existencia de dos canales paralelos de actividades económicas y empresariales, uno totalmente lícito, usualmente aprovechando relaciones con el Estados y sus instituciones, y otro, el de los negocios sucios relacionados con la microcomercialización y a la exportación de droga".
Una buena parte del dinero de la familia Oropeza vino de contratos entre sus empresas y el Estado, durante el segundo gobierno de Alan García. En ese periodo, se firmaron 59 contratos con entidades estatales por más de 216 millones de soles, 70% de los cuales fueron con el Ministerio Público.

Facundo Chinguel fue abogado de la familia Oropeza, después del asesinato de Américo Oropeza en 2011, asimismo compró acciones de sus empresas.
Lo especial del caso Oropeza es que se repite el patrón que ha venido estudiando la comisión investigadora para otros casos de relación del narcotráfico con la política peruana: la existencia de dos canales paralelos de actividades económicas y empresariales. Uno totalmente lícito, usualmente aprovechando relaciones con el Estados y sus instituciones, y otro, el de los negocios sucios relacionados con la microcomercialización y a la exportación de droga, en donde se mezclan diversos hechos de sangre (el sicariato). El presente caso (Oropeza) junta estos canales para traficar, lavar y obtener (diversos grados) de impunidad.
Otro caso resaltante es el de Luis Calle Quirós, aportante de la campaña presidencial de Keiko Fujimori en 2011, señalado por el Departamento del Tesoro de los Estados Unidos como un "cabecilla" del narcotráfico internacional en 2013.
Otros casos analizados son el de Gilmer Horna, presidente regional de Amazonas; y el de los hermanos Manuel y Fortunato Sánchez Paredes, el primero de los cuales ocupó la alcaldía de Moyobamba.
El 2017, se hizo de conocimiento público que Walter Grados Aliaga, auditor de la Contraloría General de la República, destacado ante la comisión, halló información que podía comprometer directamente al contralor general Edgar Alarcón, como compra de más de 90 vehículos entre el 2002 y el 2015 para reventa durante su gestión como vicecontralor general.